# Rodrigo Duterte
Rodrigo ”Rody” Roa Duterte, även känd som Digong, född 28 mars 1945 i Maasin, är en filippinsk politiker och var Filippinernas president mellan den 30 juni 2016 och 30 juni 2022. Han var tidigare borgmästare i Davao City. På grund av extrema metoder, inklusive mord, i samband med "kriget mot droger", inledde Internationella brottsmålsdomstolen en utredning mot Duterte. Utredningen ledde den 11 mars 2025 till att han greps och överfördes till den internationella domstolen i Haag.

## Biografi
Duterte studerade i Davao City, dit föräldrarna hade flyttat. Han avlade fil.kand.-examen 1968 vid Lyceum of the Philippines University och juristexamen vid San Beda College of Law.
Han arbetade från 1973 till 1977 som instruktör vid Regional National Police Academy. Mellan 1977 och 1983 arbetade han i ledande befattning vid kronofogdemyndigheten i Davao City. Han var åren 1988–1998 och 2001–2011 borgmästare i Davao City. År 2013 inledde han sin tredje period som stadens borgmästare. Duterte är en kontroversiell politiker och har öppet propagerat för de dödspatruller som har dödat kriminella.
Vid valet 2007 valdes hans dotter Sara Duterte till vice borgmästare, och man räknade med att hon skulle efterträda fadern, vilket hon också gjorde i valet 2010. Som politiker har han ett starkt stöd både från stadens fattiga befolkning och från polis, militär och folk inom serviceyrken. Även några av de större kyrkorna i Davao City stödde honom öppet då man såg honom som en garant mot kriminalitet.

### President och massmordskampanj
Duterte ställde upp i Filippinernas presidentval år 2016. Under valrörelsen blev han kallad ”Sydostasiens Donald Trump” på grund av sina kontroversiella uttalanden. Duterte beskrevs ofta som en populist. Hans popularitet innan valet berodde på hans kriminalpolitik.[källa behövs] Han hade förespråkat att avrätta brottslingar, något som gick hem i det otrygga Filippinerna. Han hade även diskuterat en förändring av konstitutionen. När det gäller konstitutionella frågor hade han främst nämnt att han vill ha en parlamentarisk utveckling.[källa behövs]
Något som skrämt bedömare är att Duterte har föreslagit att rekrytera dödspatruller med uppgiften att leta reda på brottslingar. Han lovade även att fylla Manilabukten med lik från kriminella. Dessutom har han skämtat både om våldtäktsoffer och om påven, vilket dock inte har rubbat hans popularitet. Bedömare ansåg att risken med Duterte som president var att den filippinska utvecklingen skulle bli alltmer auktoritär och att hanteringen av mänskliga rättigheter skulle brista. Andra bedömare trodde att retoriken skulle mjukna om han blev vald.
Rodrigo Duterte vann presidentvalet 2016 med 39 procent av rösterna och tillträdde på posten den 30 juni. Därefter tog verkställandet av massmord på kriminella och drogmissbrukare fart. Presidenten uppmanade såväl polis som allmänheten att döda alla misstänkta kriminella och droghanterare utan att undersöka fakta, då dessa betraktades som i princip godtyckligt fredlösa.

### Senare år
Den 30 juni 2022 avgick Duterte som president efter att Ferdinand ”Bongbong” Marcos vunnit presidentvalet. Duterte var förhindrad att ställa upp till omval på grund av landets vallag. Efterföljaren Marcos är son till tidigare diktatorn Ferdinand Marcos.

## Duterte arresterad 2025
Den 11 mars 2025 greps Rodrigo Duterte på flygplatsen i huvudstaden Manila efter att ha återvänt till Filippinerna från Hongkong. Anklagad för brott mot mänskligheten fördes han därefter på begäran av Internationella brottmålsdomstolen på ett flyg till Haag.